# Elisa Togut
Elisa Togut (ur. 15 maja 1978 w Gorycji) – włoska siatkarka grająca na pozycji atakującej. reprezentantka Włoch, mistrzyni świata z 2002.
Obecnie występuje w Serie A, w drużynie Crema Volley.
Wybrana najlepszą zawodniczką mistrzostw świata w 2002 rozegranych w Niemczech. W finale tego turnieju przeciwko drużynie Stanów Zjednoczonych zdobyła rekordową liczbę 32 punktów. Mecz zakończył się zwycięstwem Włoszek 3-2.
8 listopada 2002 roku została odznaczona Orderem Zasługi Republiki Włoskiej za złoty medal Mistrzostw Świata.

## Osiągnięcia klubowe
- Puchar CEV w sezonie 2000/2001
- 3. miejsce w Liga Mistrzyń w sezonie 2008/2009

## Osiągnięcia reprezentacyjne
- złoty medal na mistrzostwach świata w 2002
- srebrny medal na mistrzostwach Europy w 2001
- srebrny medal na mistrzostwach Europy w 2005
- brązowy medal na mistrzostwach Europy w 1999

## Nagrody indywidualne
- MVP mistrzostw świata w 2002

## Odznaczenia
- : odznaczona Orderem Zasługi Republiki Włoskiej – Kawaler (Rzym, 8 listopada 2002 r.)